# A631 (Frankrijk)
De A631 is een korte autosnelweg in Frankrijk. Het is de verbindingsweg tussen de A630, de ringweg rond de stad Bordeaux, en het centrum van deze stad. Vanaf de A630 is de weg bereikbaar via afrit 21.